# Krejcárek (les)
Krejcárek je název nevelkého lesíku, který leží v Praze na severním svahu žižkovského hřebenu táhnoucího se od Vítkova ve směru na východ, mezi Ohradou a Balkánem. Je to jediný les v Praze 3.

## Historie a popis
Les Krejcárek navazuje na park na vrchu Vítkově, s nímž je spojen lávkou pro pěší vedoucí přes frekventovanou ulici Pod Krejcárkem. Má charakter lesoparku; vznikl v 70. letech 20. století v rámci projektu rekultivace severního svahu Žižkova, který realizovali dobrovolní brigádníci jako součást takzvané „akce Z“. Součástí tehdejšího projektu byla i výstavba vyhlídkové cesty po hřebenu Balkánu (celá trasa od Národního památníku na Vítkově až nad Balabenku je dlouhá 3,5 km) a také vybudování dětského hřiště. V roce 2010 byla provedena další výsadba, která byla náhradou za porosty vykácené při modernizaci nedaleké železniční tratě. 

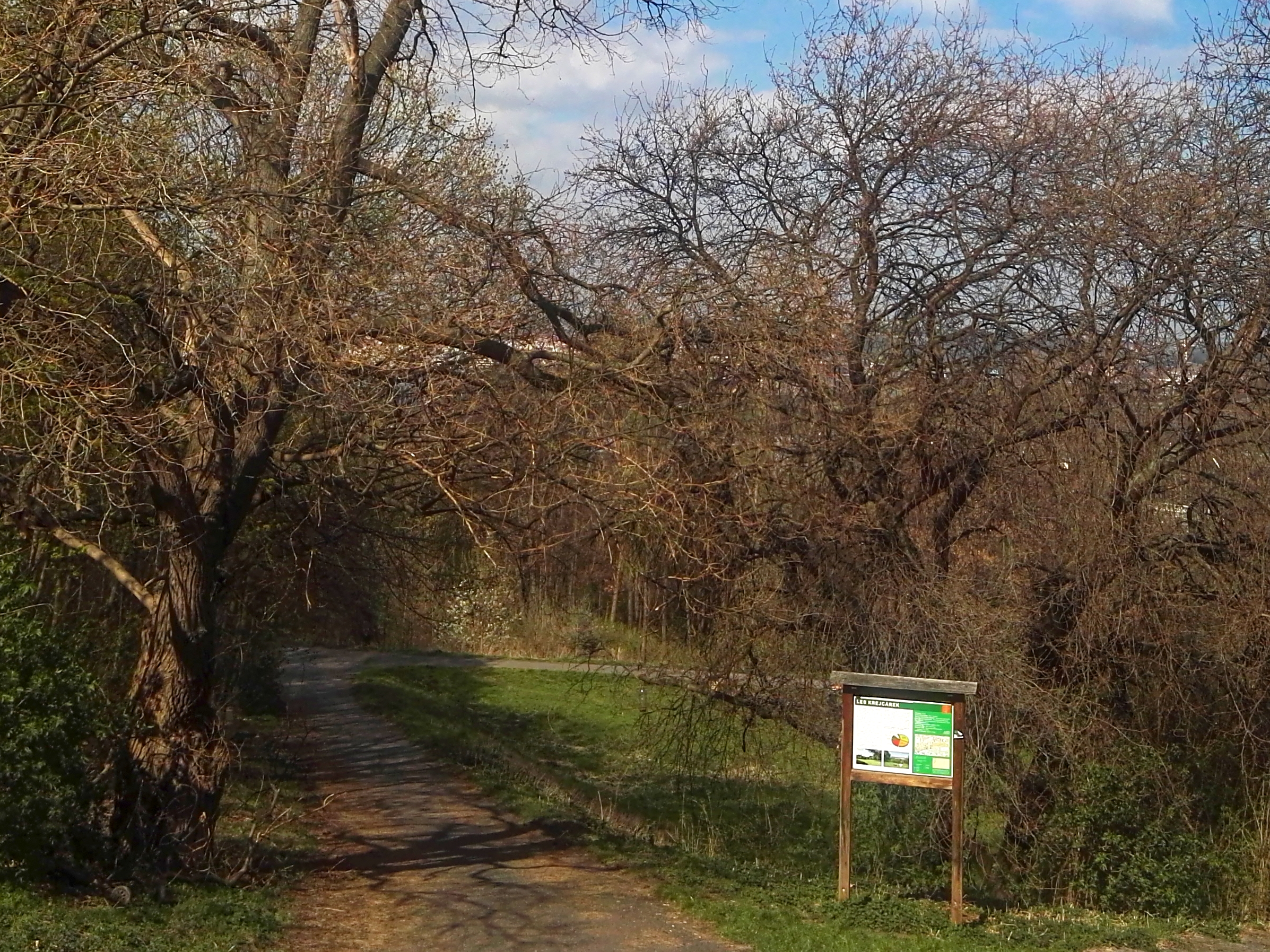
Západní část lesíku

Les není na souvislém pozemku, parkový areál "Na Krejcárku" ho dělí na západní a východní část. Západní část je ještě dále rozdělena ulicí Pod Krejcárkem. Nad severní stranou východní části lesa jsou zahrádkářské osady.
V lokalitě byly před zalesněním především pastviny a ovocné sady, proto je tu také možné nalézt staré třešně a jabloně. Pro výsadbu lesa byly použity zejména borovice lesní, dub červený, lípa srdčitá a javor mléč.
V západní části lesa pod areálem Pražačka je dětské hřiště, nedaleko od něj je studánka s užitkovou vodou a bizarní strom – pětikmenný habr. Po hlavní asfaltové cestě vede cyklostezka (trasa A257: Žižkovský tunel – Krejcárek – Balabenka).
Areál "Na Krejcárku" (s discgolfovým hřištěm) je na soukromých pozemcích, které má v pronájmu městská část Praha 3.